# علی‌راجپور
علی‌راجپور (به انگلیسی: Alirajpur) یک منطقهٔ مسکونی در هند است که در مادایا پرادش واقع شده‌است.

## خصوصیات
علی‌راجپور ۲۵٬۱۶۱ نفر جمعیت دارد.